# 연쇄점

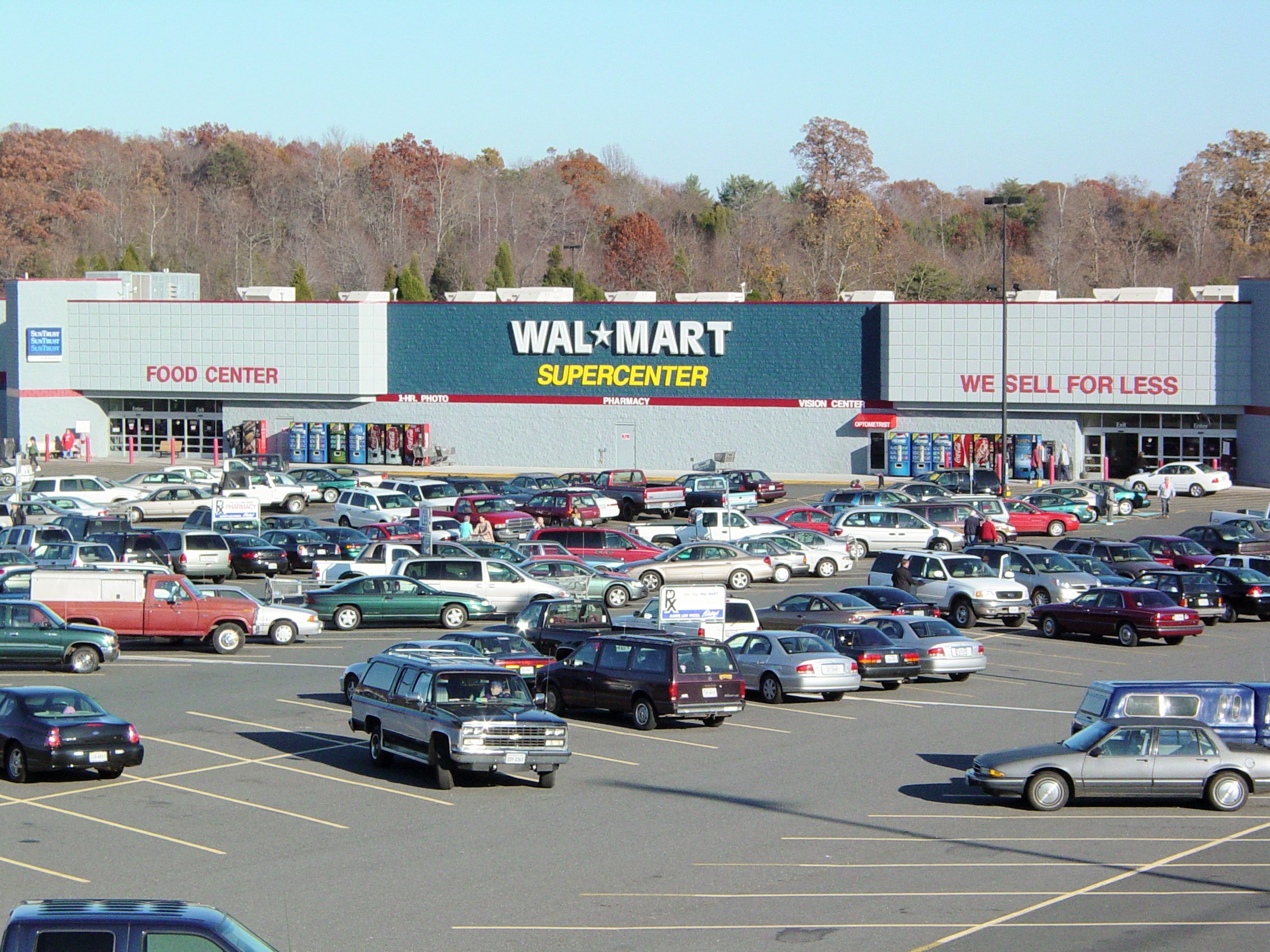
월마트 연쇄점.

연쇄점 또는 체인점(←chain store) 또는 소매 연쇄점(retail chain)은 여러 지점이 브랜드, 중앙 경영 및 표준화된 비즈니스 관행을 공유하는 소매점이다. 이들은 전 세계 여러 지역에서 많은 소매 시장, 외식 시장 및 서비스 부문을 지배하게 되었다. 프랜차이즈 소매점은 연쇄점의 한 형태이다. 2005년, 세계 최대의 소매 연쇄점인 월마트는 총매출액을 기준으로 세계 최대 기업이 되었다.

## 역사

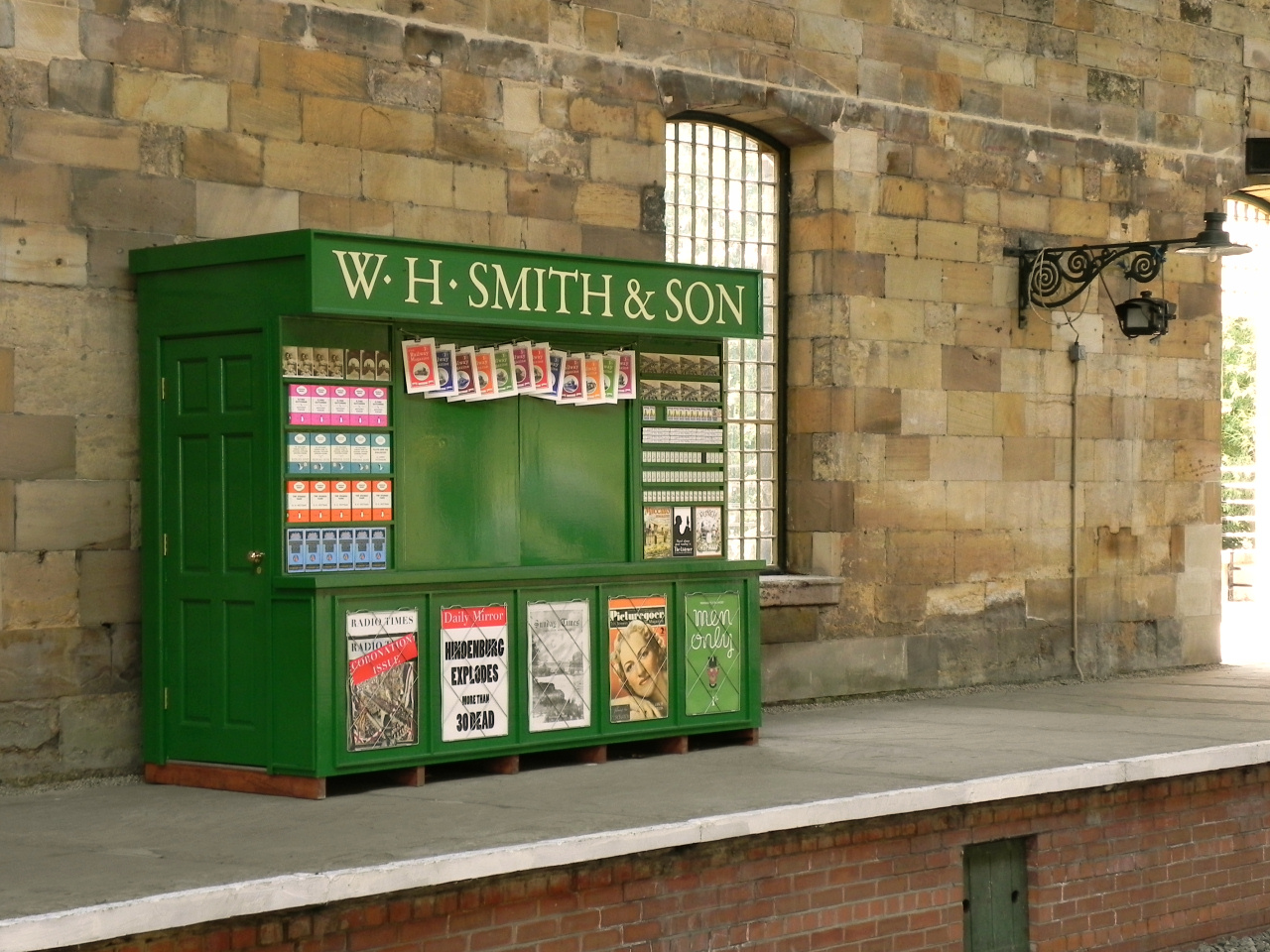
노스요크셔의 피커링 철도역에 있는 W.H. 스미스 유서 깊은 노점

1792년, 헨리 월튼 스미스와 그의 아내 안나는 런던에 뉴스 판매 사업으로 W.H. 스미스를 설립했는데, 이 사업은 19세기 중반에 그들의 손자 윌리엄 헨리 스미스의 경영 하에 전국적인 기업이 되었다. 세계에서 가장 오래된 전국 소매 연쇄점인 이 회사는 철도 붐을 이용하여 산업 혁명 동안 1848년부터 철도역에 뉴스 스탠드를 개설했다. 현재 WHSmith라고 불리는 이 회사는 2017년 현재 1,400개 이상의 지점을 보유하고 있다.
미국에서 연쇄점은 1860년경 뉴욕에서 여러 찻집을 운영했던 J. 스타이너 앤 컴퍼니에서 시작된 것으로 보인다. 1900년까지 조지 헌팅턴 하트포드는 원래 뉴욕에 기반을 둔 차 유통업체였던 더 그레이트 애틀랜틱 앤드 퍼시픽 티 컴퍼니를 거의 200개 매장을 운영하는 식료품 체인으로 성장시켰다. 수십 개의 다른 식료품점, 약국, 담배점, 잡화점들이 거의 동시에 추가 지점을 개설하여 1910년까지 미국에서 소매 체인이 일반화되었다. 여러 주 의회는 체인의 성장을 제한하는 조치를 고려했으며, 1914년에는 체인점에 대한 우려가 연방거래위원회법과 클레이턴 반독점법 통과에 기여했다.

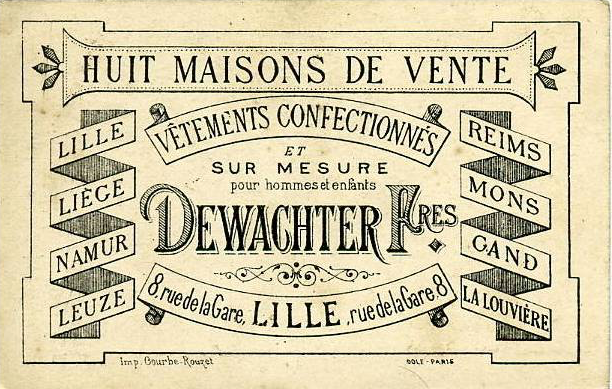
드와흐테르 프레르가 "남성 및 아동용 프레타포르테 의류 및 맞춤 의류"를 제공했던 여덟 개 도시와 마을을 나열한 엽서 광고, c. 1885

이시도르, 벤자민, 모데스트 드와흐테르는 1868년 벨기에에서 연쇄 백화점 개념을 창안했으며, 이는 A&P가 커피와 차 외에 더 많은 것을 제공하기 시작하기 10년 전이었다. 그들은 메종 드와흐테르(드와흐테르의 집)를 라루비에르, 몽스, 나뮈르, 뢰즈의 네 곳에 처음 열었다. 그들은 나중에 1875년 1월 1일에 드와흐테르 프레르(드와흐테르 형제)로 법인화되었다. 형제들은 남성과 아동을 위한 프레타포르테 의류와 승마복, 해변복과 같은 특수 의류를 제공했다. 이시도르는 회사 지분의 51%를 소유했고, 그의 형제들은 나머지 49%를 나누어 가졌다. 이시도르(그리고 나중에는 그의 아들 루이)의 리더십 하에 메종 드와흐테르는 벨기에와 프랑스에서 가장 잘 알려진 이름 중 하나가 되었고, 20개 도시와 마을에 매장을 두었다. 일부 도시에는 보르도와 같이 여러 매장이 있었다. 루이 드와흐테르는 또한 루이 드위스라는 가명으로 그림을 그리는 국제적으로 유명한 풍경 화가가 되었다.
1920년대 초까지 연쇄 소매는 미국에서 잘 확립되었으며, A&P, 울워스, 아메리칸 스토어, 유나이티드 시가 스토어스가 가장 컸다. 1930년대에 이르러 연쇄점은 전성기를 맞았고, 총 시장 점유율 증가를 멈췄다. 체인의 가격 인하에 대한 법원 판결은 이미 1906년에 나타났고, 연쇄점에 대한 법률은 1920년대에 시작되었으며, 연쇄점 그룹의 법적 대응도 함께 나타났다. 연쇄점에 대한 주세는 1931년 미국 대법원에서 지지되었다. 그 후 1933년 사이에 525개의 연쇄점 세금 법안이 주 의회에 제출되었고, 1933년 말까지 17개 주에서 소매 체인에 대한 특별세가 시행되었다.

## 특징
연쇄점은 지역 사업체 또는 지점과 통제 사업체 간의 소유권 또는 프랜차이즈 관계로 특징지어진다.

### "체인"과 공식 소매의 차이
체인이 일반적으로 "공식 소매"인 반면, 체인은 소유권 또는 프랜차이즈를 의미하고, "공식 소매" 또는 "공식 사업"은 사업의 특성을 의미한다. 공식 소매 사업의 주요 특징은 사업 관계의 일부로 통제되며 일반적으로 체인의 일부이기 때문에 상당한 중복이 있다. 그럼에도 불구하고, 대부분의 성문법화된 지방 자치 규제는 공식 소매(예: 공식 음식점)의 정의에 의존하는데, 부분적으로는 "체인"에 대한 제한이 (미국에서) 주간 상업에 대한 허용되지 않는 제한으로 간주되거나, 지방 자치 구역 설정 권한을 초과하는 것(즉, 사업의 특성보다는 "누가 소유하는지"를 규제하는 것)으로 간주될 수 있기 때문이다. 비성문법적 제한은 때때로 "체인"을 목표로 한다. 지방 자치 조례는 지역 사회의 특성을 유지하고 주변 이웃에 봉사하는 지역 기업을 지원하기 위해 "공식 사업"을 금지하려고 할 수 있다.

### 쇠퇴
브릭 앤드 모르타르 연쇄점은 소매업이 온라인 쇼핑으로 전환되면서 쇠퇴하고 있으며, 이는 사상 최고 수준의 소매점 공실률로 이어지고 있다. 100년 된 라디오셱 체인은 2001년 7,400개 매장에서 2018년 400개 매장으로 줄었다. FYE는 미국에 남아 있는 유일한 음악 연쇄점이며, 전성기에는 1,000개가 넘었지만 2018년에는 270개 지점으로 줄었다. 2019년 페이레스 슈소스는 미국 내 모든 나머지 2,100개 매장을 폐쇄할 것이라고 밝혔다.

## 음식점 체인

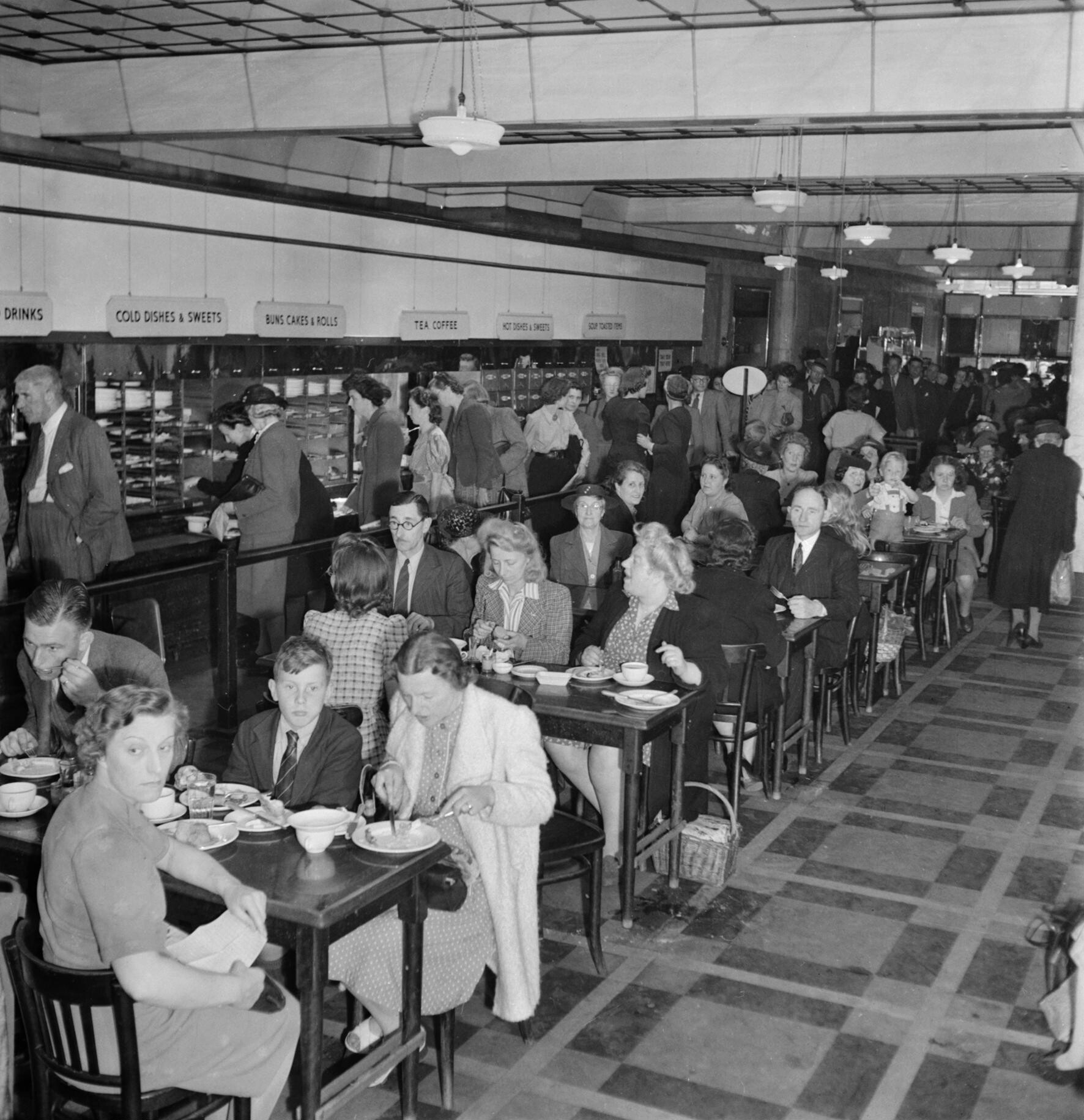
1894년 첫 찻집 체인점을 연 라이언스의 리딩, 버크셔 지점, 1945년

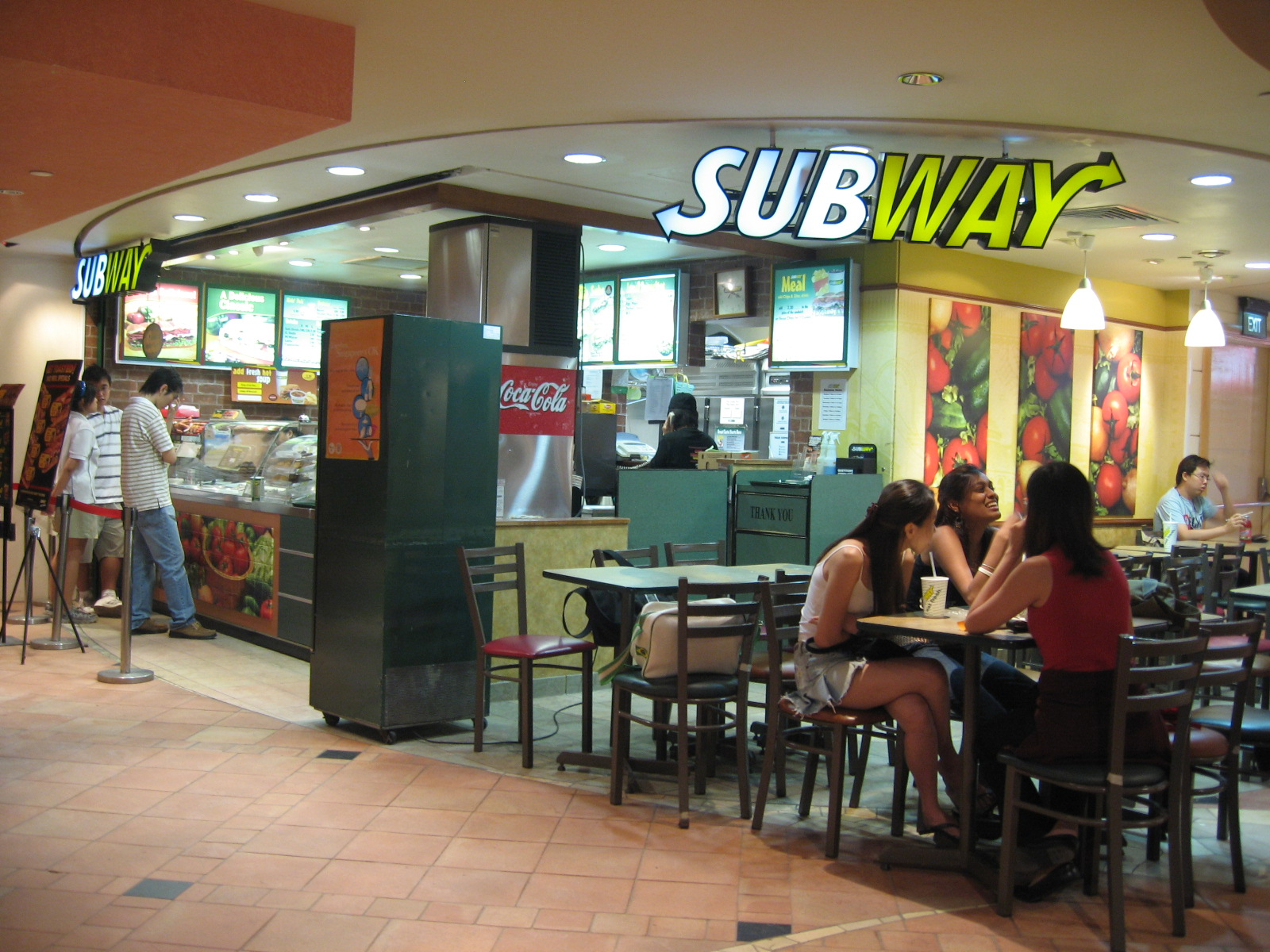
2006년 싱가포르 래플스 시티 쇼핑 센터 지하에 있는 써브웨이 프랜차이즈 음식점

음식점 체인은 공유 기업 소유 또는 프랜차이즈 계약 하에 여러 다른 장소에 있는 관련된 음식점들의 집합이다. 일반적으로 체인 내의 음식점은 건축 프로토타입 개발을 통해 표준 형식으로 건축되며 표준 메뉴 및 서비스를 제공한다. 패스트푸드점이 가장 흔하지만, 앉아서 식사하는 음식점 체인도 존재한다. 음식점 체인점은 종종 공도, 쇼핑센터 및 인구 밀집 지역이나 관광지 근처에서 발견된다.

### 영국
1896년, 동런던의 화이트채플 출신 사무엘 아이작스는 런던에 첫 피시 앤드 칩스 음식점(테이크아웃이 아닌)을 열었으며, 즉각적인 인기로 인해 런던 주변과 브라이턴, 램스게이트, 마게이트를 포함한 남부 잉글랜드 해변 리조트에 22개의 음식점 체인이 생겨났다. 1864년, 에어레이티드 브레드 컴퍼니 (ABC)는 영국에서 찻집 체인을 운영하기 시작했다. ABC는 1884년 조셉 라이언스가 공동 설립한 라이언스에 의해 이 분야의 선두 자리를 빼앗겼다. 1909년부터 라이언스는 영국 하이 스트리트의 주류가 된 찻집 체인을 운영하기 시작했으며, 전성기에는 약 200개의 카페를 보유했다.

## 반대
체인점에 의한 독립 사업체의 대체는 독립 사업체와 지역 사회 간의 협력을 증가시켜 체인점 확산을 막으려는 노력을 불러일으켰다. 이러한 노력에는 (미국과 캐나다에서) 독립 사업 연합을 통한 지역 사회 기반 조직화와 "지역 상품 구매" 캠페인이 포함된다. 미국에서는 무역 단체인 미국 서점 협회와 미국 특수 장난감 소매업자들이 전국적인 홍보 및 옹호를 한다. 비정부 기구인 뉴 룰스 프로젝트와 뉴 이코노믹스 재단은 독립 사업 교육 및 정책을 위한 연구와 도구를 제공하며, 미국 독립 사업 연합은 지역 사회 수준 조직화를 직접 지원한다.

## 규제 및 배제
샌프란시스코, 프라빈스타운 (매사추세츠주) 및 기타 코드곶 마을, 브리스톨 (로드아일랜드주), 매콜 (아이다호주), 포트 타운젠드 (워싱턴주), 오건킷 (메인주), 윈더미어 (플로리다주), 카멀바이더시와 같이 고유한 특성을 유지하고자 하는 미국 내 다양한 도시들은 연쇄점을 엄격하게 규제하거나 심지어 배제한다. 이들은 체인 자체를 배제하는 것이 아니라, "공식 사업체"라고 설명되는 체인이 사용하는 표준화된 공식을 배제한다. 예를 들어, 맥도날드가 소유한 햄버거를 파는 음식점은 있을 수 있지만, 황금 아치와 표준화된 메뉴, 유니폼, 절차를 가진 공식 프랜차이즈 운영은 허용되지 않을 수 있다. 이들 도시가 연쇄점을 규제하는 이유는 미관과 관광 때문이다. 공식 음식점과 공식 소매점의 지지자들은 이러한 제한이 독립 사업체를 경쟁으로부터 보호하는 데 사용된다고 주장한다.

## 같이 보기
- 슈퍼마켓
- 편의점
- 프랜차이즈
- 가맹점
- 브랜드
- 볼런터리 체인

## 참고 문헌
1. ↑  “Wal-Mart Stores on the Forbes Global 2000 List”. 《Forbes》 (영어). 2012년 5월 18일에 원본 문서에서 보존된 문서. 2017년 6월 7일에 확인함.
2. ↑  “WH Smith expansion is given wings with takeover of Marshall Retail”. 《타임스》. 2022년 6월 22일에 확인함. WH Smith is the world's oldest national retail chain after being started by Henry Smith as a newspaper shop in 1792
3. 1 2  “History of WHSmith - About WHSmith”. 《Whsmithplc.co.uk》. 2011년 12월 29일에 원본 문서에서 보존된 문서. 2018년 8월 2일에 확인함.
4. ↑  “Our stores - About WHSmith”. 《Whsmithplc.co.uk》. 2017년 10월 26일에 원본 문서에서 보존된 문서. 2018년 8월 2일에 확인함.
5. ↑  Marc Levinson, The Great A&P and the Struggle for Small Business in America, 2nd ed (2019), p. 14.
6. ↑  Levinson, p. 67.
7. 1 2  Le Pantheon de L'Industrie, Paris, 1891, Page 20
8. 1 2 3  “The Dewis Collection - The Art of Louis Dewis”. 《Louisdewis.com》. 2017년 8월 21일에 원본 문서에서 보존된 문서. 2019년 2월 18일에 확인함.
9. 1 2  Annexes to the Belgian Monitor of 1875. Acts, Extracts of Acts, Minutes and Documents relating to Corporations, Book #3, Page 67
10. ↑  Dewachter, Maison (2018년 8월 2일). “English: This is the letterhead for the Bordeaux location of Maison Dewachter, a chain of men's and boys' clothing stores in Belgium and France.”. 《Wikimedia Commons》. Bordeaux, France. 2018년 5월 3일에 원본 문서에서 보존된 문서. 2018년 8월 2일에 확인함.
11. ↑  “Magasins de prêt-à-porter sur Montpellier”. 《Dewachter.fr》. 2019년 1월 10일에 원본 문서에서 보존된 문서. 2019년 1월 8일에 확인함.
12. ↑  Hayward WS, White P, Fleek HS, Mac Intyre H (1922). 〈The chain store field〉. 《Chain Stores: Their Management and Operation》. New York: McGraw-Hill. 16–31쪽. OCLC 255149441.
13. ↑  Lebhar GM (1952). 《Chain Stores in America: 1859–1950》. New York: Chain Store Publishing Corp. OCLC 243136.
14. ↑  Levinson, p. 122.
15. ↑  Evans-Cowley, Jennifer (2006). 《Meeting the Big-box Challenge: Planning, Design, and Regulatory Strategies》. Chicago, Illinois: American Planning Association. 36쪽.
16. 1 2  Town of Jaffrey Planning Board Proposed Zoning Changes Summary 보관됨 6월 13, 2018 - 웨이백 머신, Public Hearing January 22, 2018, Town of Jaffrey, New Hampshire (.pdf)
17. ↑  Permit how-to guides - chain stores (formula retail use) 보관됨 6월 2, 2018 - 웨이백 머신, Planning Dept., City and Cty. of San Francisco
18. ↑  “Chapter 17.54 FORMULA RETAIL AND RESTAURANT ESTABLISHMENTS”. 《Codepublishing.com》. 2018년 6월 26일에 원본 문서에서 보존된 문서. 2018년 8월 2일에 확인함.
19. ↑  The Park at Cross Creek v. City of Malibu 보관됨 6월 25, 2018 - 웨이백 머신 Calif. Ct. App., 2nd. Dist. Filed 21-Jun-2017 (.pdf)
20. ↑  Chain Store Ordinance Resurrected From the Dead 보관됨 11월 5, 2017 - 웨이백 머신, The Malibu Times 1-Nov-2017
21. 1 2  “Formula Business Restrictions”. 《Institute for Local Self-Reliance》. December 2008. 2018년 5월 24일에 원본 문서에서 보존된 문서. 2018년 5월 23일에 확인함.
22. ↑  “Amid brick-and-mortar shakeup, Greater Hartford's retail vacancy rate shrinks”. 《Hartford Business Journal》. 2019년 1월 8일에 원본 문서에서 보존된 문서. 2019년 1월 8일에 확인함.
23. ↑  Carter, Clint (2018년 11월 27일). “RadioShack Is Now Selling in Unexpected Places. Will Anyone Buy?”. 《Entrepreneur》. 2018년 12월 1일에 원본 문서에서 보존된 문서. 2019년 1월 8일에 확인함.
24. ↑  “Bob Higgins, Pioneering Founder of Trans World and FYE, Dead at 75”. 《Billboard》. 2018년 12월 6일에 원본 문서에서 보존된 문서. 2019년 1월 8일에 확인함.
25. ↑  Garcia, Ahiza (2019년 2월 16일). “Payless is closing all its 2,100 US stores”. 《CNN Business》. CNN. 2019년 2월 19일에 원본 문서에서 보존된 문서. 2019년 2월 19일에 확인함.
26. ↑  Jakle, J.A.; Sculle, K.A. (2002). 《Fast Food: Roadside Restaurants in the Automobile Age》. The road and American culture. Johns Hopkins University Press. 68–쪽. ISBN 978-0-8018-6920-4. 2020년 7월 27일에 원본 문서에서 보존된 문서. 2017년 12월 29일에 확인함.
27. ↑  “The 20 best chain restaurants in America”. 《Business Insider France》 (프랑스어). 2017년 8월 27일에 원본 문서에서 보존된 문서. 2017년 6월 7일에 확인함.
28. ↑  Jolles, Michael A.; Rubinstein, W. (2011). 《The Palgrave Dictionary of Anglo-Jewish History》. Palgrave Macmillan. 457쪽.
29. ↑  Walton, John K. 《Fish and Chips, and the British Working Class, 1870-1940》. A&C Black. 34쪽.
30. ↑  “Bawden and battenberg: the Lyons teashop lithographs”. 《The Guardian》. 2022년 6월 26일에 확인함.
31. ↑  “Compromise reached on San Francisco's chain store limits”. 《Sfgate.com》. 2014년 11월 5일. 2017년 3월 12일에 원본 문서에서 보존된 문서. 2018년 8월 2일에 확인함.
32. ↑  “USATODAY.com - Cities put shackles on chain stores”. 《Usatoday30.usatoday.com》. 2017년 3월 12일에 원본 문서에서 보존된 문서. 2018년 8월 2일에 확인함.
33. 1 2  Analysis of Cities with Formula Business Ordinances 보관됨 5월 23, 2018 - 웨이백 머신, Malibu, California (.pdf)
34. ↑  "Cape Cod Residents Keep the Chain Stores Out" 보관됨 11월 18, 2016 - 웨이백 머신 article by Beth Greenfield June 8, 2010